# Tiffany Doll
Pour les articles homonymes, voir Doll.
 (mai 2017).
Tiffany Doll est le nom de scène d'une actrice pornographique française qui a interprété des scènes de sodomie dans certains de ses films. Elle dit être fière d’être une femme et que la force principale de celle-ci est sa sensualité.

## Biographie
Tiffany Doll nait le 20 mai 1986 à Cherbourg, . Elle a des ascendants français, vietnamiens et tunisiens.

### Vie privée
Tiffany Doll est mariée à l'acteur en films pornographiques Bruno Sx avec qui elle a une fille prénommée Maïlys.

## Carrière
Elle est âgée de 24 ans lorsqu'elle tourne ses premiers films X en 2010 au Royaume-Uni où elle résidait à cette période. Elle devient ensuite l'égérie du studio français Colmax.
Tiffany Doll fait partie des principales actrices pornographiques françaises des années 2010 comme en témoigne sa filmographie comprenant un total de plus de cinq cents films dont des compilations et films web et réalisés pour différentes studios français, européens et américains comme Evil Angel, Harmony Films, SexArt, Private, Kick Ass Pictures, New Sensations, Elegant Angel, 21Sextury ou  Slimewave, Orgasmatics y Drunksexorgy en ce qui concerne les scènettes destinées à Internet.

## Filmographie sélective

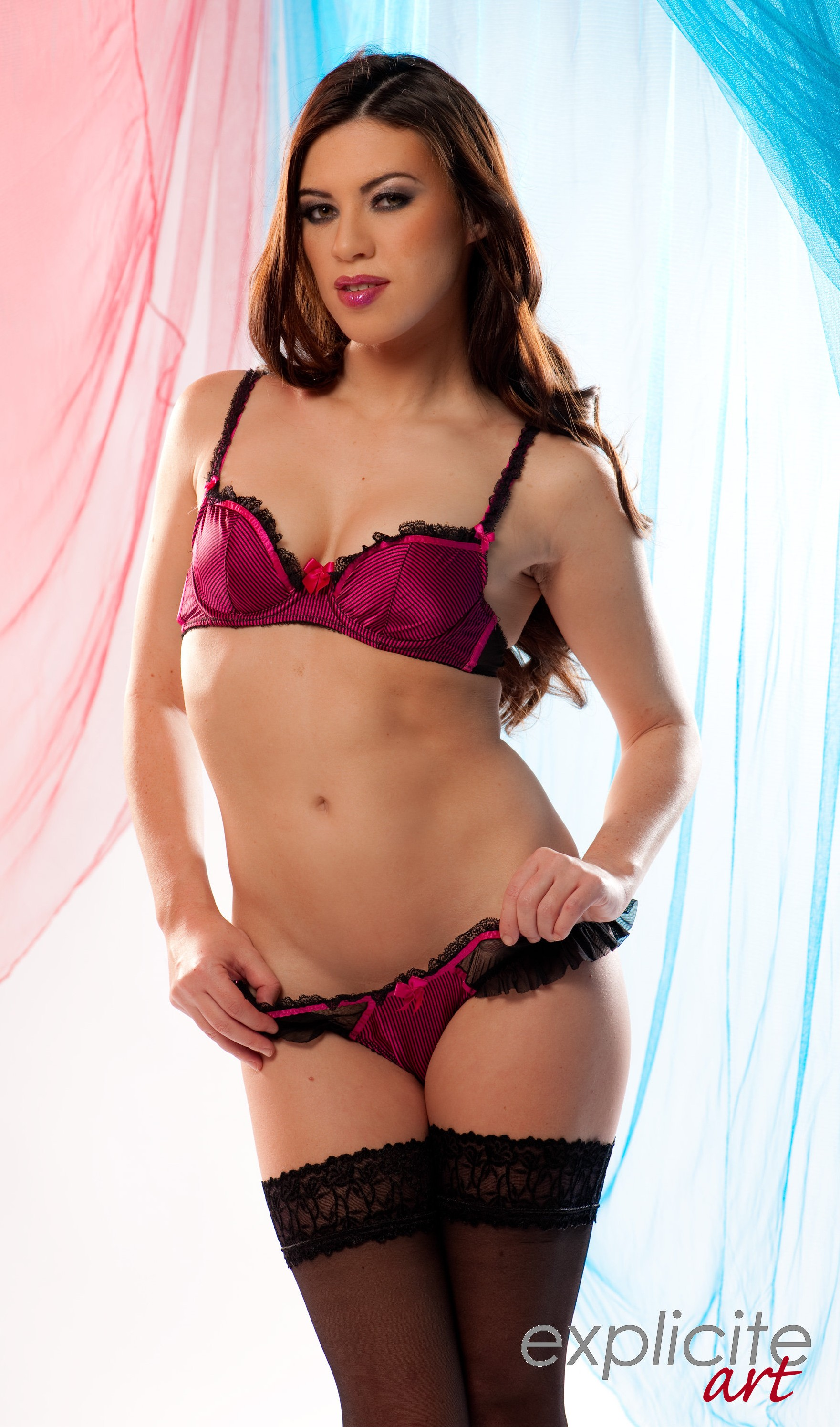
Tiffany Doll, photographiée par John B. Root.

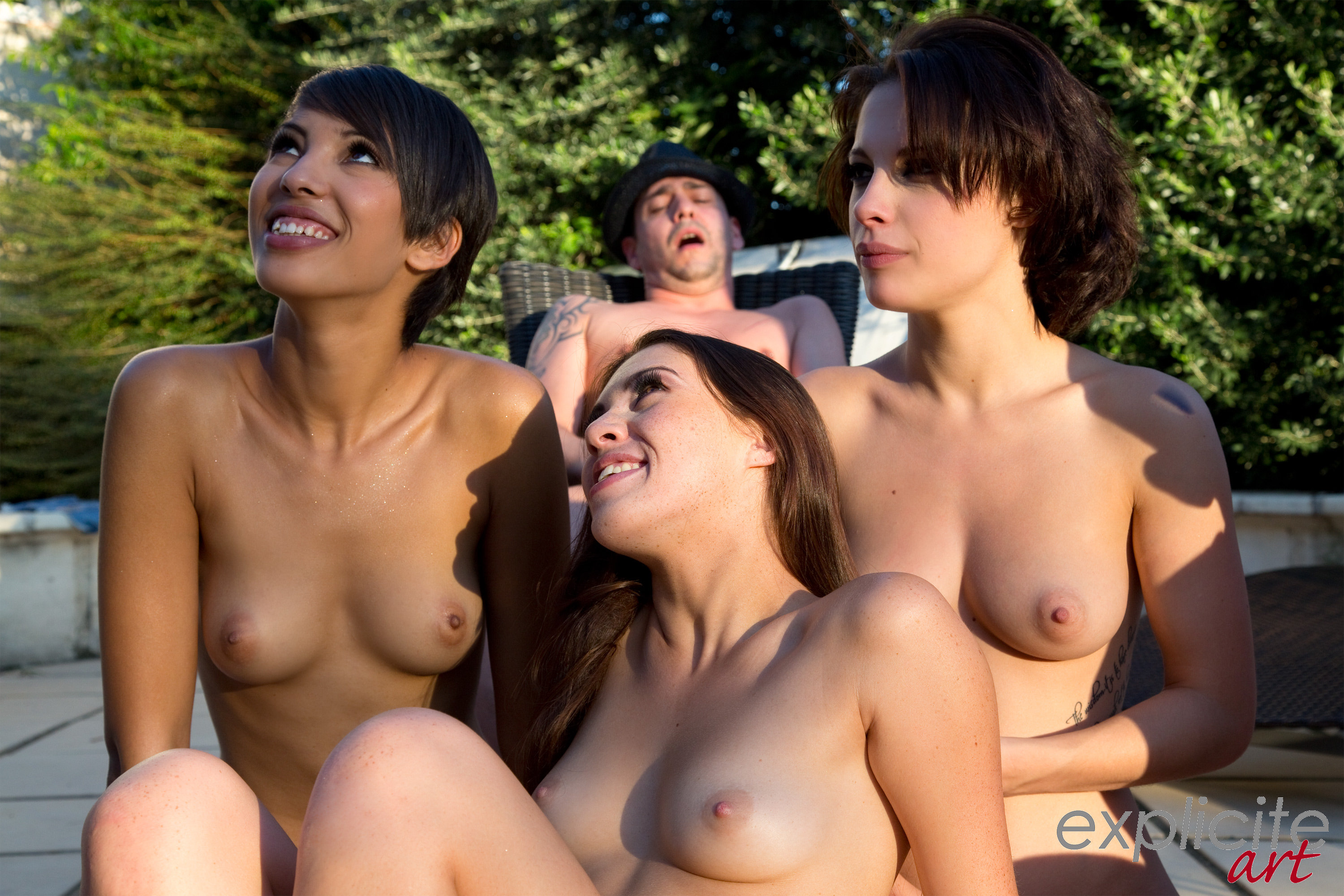
Tiffany Doll (au premier plan) pendant le tournage de Gonzo mode d'emploi, avec Jasmine Arabia et Nikita Bellucci.

- 40 ans La femme de mon voisin de Kendo
- 42 Ans femme infidèle de Kendo
- 6 chiennes affamées de Tanya Hyde
- 7 salopes à croquer de Strangelove
- Agence immo X de Christian Lavil
- Anal Debauchery 2 de Gazzman
- Anna les nuits chaudes de Bobby Peru
- Baise avec les Stars de Max Antoine
- Ben Dover s Loose Women de Lindsay Honey
- Black Sex Addict d'Anissa Kate
- Blue Nights de Jack Tyler
- Body Sex Fitness de Anissa Kate
- Bonnes à tout faire de Jean-Phillipe Smelt
- Camel Toe Sluts de Phil Barry
- Charlotte de Castille My Porn Life de David Beffer
- Country Cousins de Neville
- Dan Quichotte et les Femmes de Christian Lavil
- Dépanne Tout ou presque tout ! de C. Lavil - JP. Smelt - S. Lemmy
- Éducation très sévère jeunes traînées à punir de Gazzman
- Elles prennent cher de Bobbi Starr
- Fist me hard 3 de Zoliboy
- Flowers of passion 3 de Andrew Youngman
- Gonzo mode d'emploi de John B Root
- Indecent exposure 2 de The Voyeur
- Jeux vicieux de Nina Roberts et Jack Tyler
- L'auto école de Les Comp
- La bonne de Monsieur de Justine Mii
- La danseuse de Kendo
- La fille du parrain de Phil Hollyday
- La stagiaire de Christian Lavil
- La vie coquine de Tiffany Doll de Tiffany Doll Bruno SX
- Les Avocates du Diable grimpent aux Barreaux de Tony Carrera
- Les Voisines de mon Pote de Jean Philippe Smelt
- Liza aime les Brunettes de Liza Del Sierra
- Ma Baby Sitter de Max Antoine
- Ma femme me trompe de Manuel Ferrara
- Mangez-moi ! de John B Root
- Mariée à tout prix de Christian Lavil
- Movie Star de JF Romagnoli
- Orgasmatics Power Dildo 2 Paradise Forever de Pierre B Reinhard
- Prince the Penetrator de Jim Powers
- Pulsion d'Ovidie
- Put it in her ass vol 6
- Qui veut baiser mon fils de Max Antoine
- Révélations intimes de Max Antoine
- Rififi pour petites garces de Seb Lemmy
- Secrets de famille de Fabien Lafait
- Slime Wave 3
- Soirées d'adultères de Liza Del Sierra
- The River Cottage de Blacky Mendez
- Tiffany le journal d'une nympho d'Olivier Lesein
- 2012 : Wasteland de Graham Travis
- Week-end entre couples d'Olivier Lesein
- Étudiantes le jour escorts la nuit de Pascal Lucas
- On a échangé nos mères 3 de Max Antoine

Une filmographie complète de Tiffany Doll peut être consultée ici (en anglais)

## Distinctions
Nominations
- 2015 AVN Actrice étrangère de l'année (Female Foreign Performer of the Year)[3];
- 2016 AVN Actrice étrangère de l'Année (Female Foreign Performer of the Year)[3];
- 2016 AVN Meilleure scène de sexe dans une production étrangère pour Baron's Whores[3], [4];
- 2017 AVN Actrice étrangère de l'Année (Female Foreign Performer of the Year)[3];
- 2017 AVN Meilleure scène de sexe en groupe pour Gangbang and Orgies[3]